# Sonderausgabe

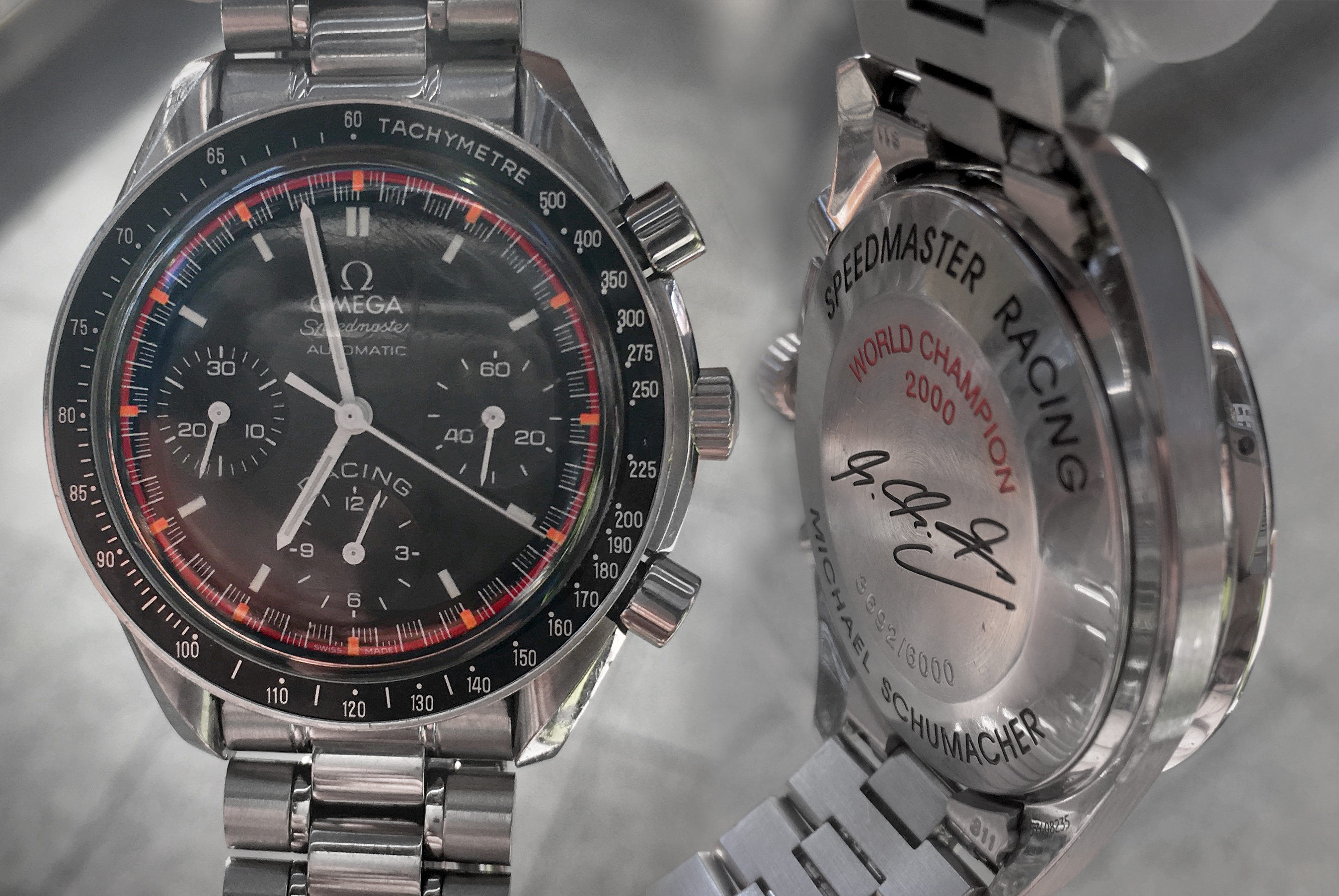
Die Uhrenfirma Omega gab ihr Modell Speedmaster Racing in einer limitierten Sonderausgabe heraus, als ihr damaliger Werbepartner Michael Schumacher die Formel-1-Weltmeisterschaft 2000 gewann.

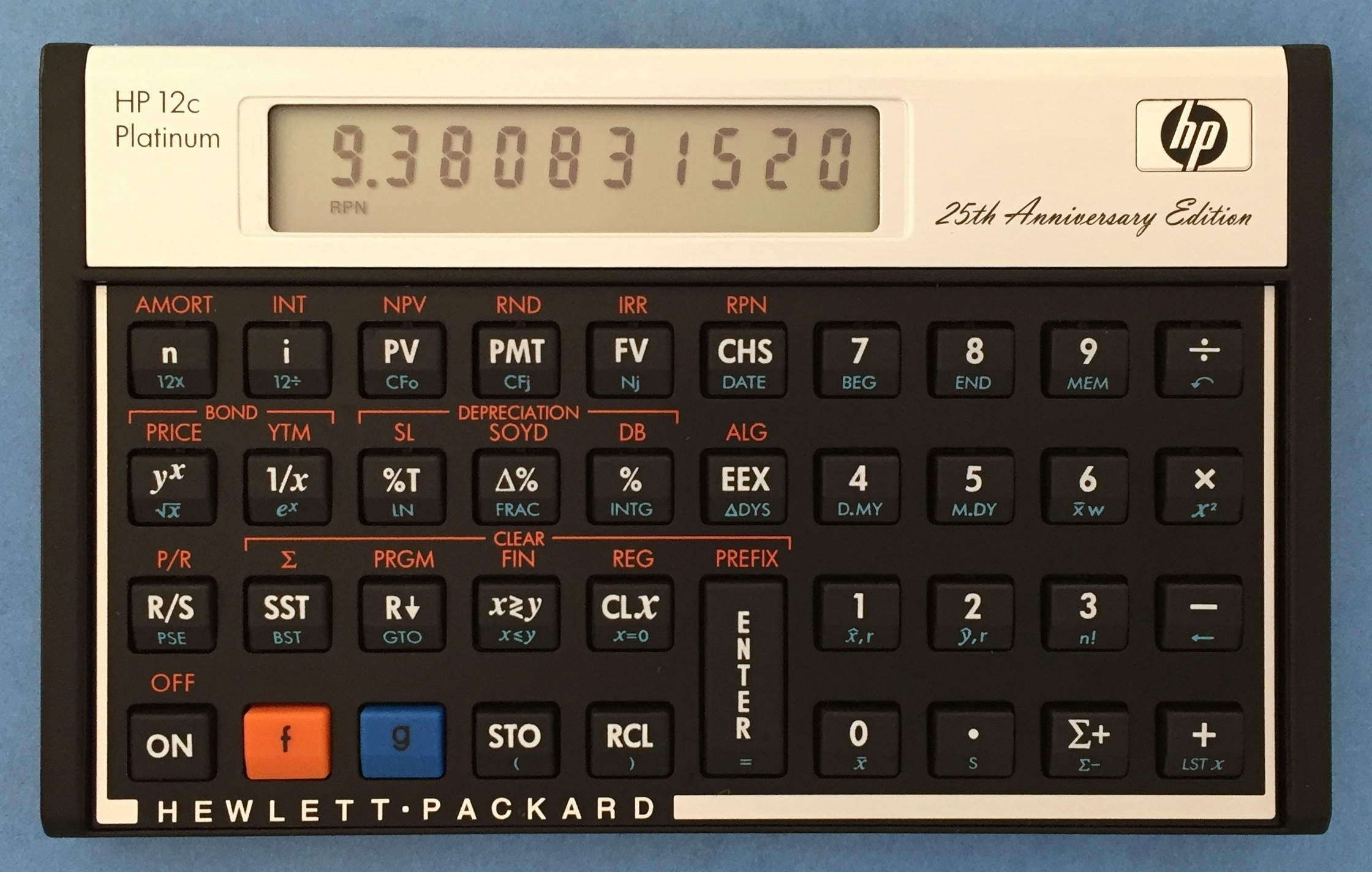
Sonderedition zum 25-jährigen Jubiläum des Finanztaschenrechners HP-12C, der seit 1981 funktional und äußerlich unverändert gebaut wird.

Sonderausgabe (auch Sonderedition, Sammleredition, oder Luxusausgabe) ist ein Begriff aus dem Marketing, der zur Steigerung des von Verbrauchern empfundenen Wertgefühls verschiedener Produkte eingesetzt wird. Ursprünglich zumeist bei Kunstwerken, Büchern, Drucken, Musikaufnahmen oder Filmen eingesetzt, wurde dieses Prinzip auch von anderen Branchen aufgegriffen, wie etwa von der Automobilindustrie. Die Produkte unterscheiden sich typischerweise durch eine oder mehrere Besonderheiten (Extras) von der standardmäßigen Ausführung. Zum Teil wird auch Identisches in anderer Verpackung angeboten.
Die limitierte Auflage ist zusätzlich auf eine begrenzte produzierte Stückzahl beschränkt, was den Kaufanreiz beim Konsumenten weiter erhöhen soll. Diese Produkte verfügen wie die Sonderausgabe über Extras oder Unterschiede zum Standardprodukt und werden zusätzlich mit einer Botschaft des „nur beschränkt verfügbaren“ attraktiver gemacht.

## Wirtschaftswissenschaftliche Definition
Franz-Rudolf Esch definiert in Gablers Wirtschaftslexikon den Begriff Limited Edition als eine spezielle Form der Produktlinienerweiterung im Marketing:

„Es handelt sich um zusätzliche, begrenzt verfügbare Angebote in der gleichen Produktkategorie unter demselben Markennamen. Die Differenzierung zu bestehenden Produkten erfolgt durch eine moderat atypisch ausgeprägte Variation in Produkteigenschaften, wie z.B. die Sorte, Form, Farbe, Größe oder Zusammensetzung. Limited Editions nehmen dadurch eine Sonderstellung innerhalb der Produktlinie ein. (…)“

Jang et al. untersuchten
in einer Studie Marketing-Kommunikationsstrategien von Unternehmen für Limited-Edition-Produkte (engl. LE) aus dem Bereich der Luxus-Konsumartikel. Sie stellten fest, dass solche Produkte mit zwei grundlegenden Seltenheits-Werbebotschaften vermarktet würden, die sie als Aussagen zur „limited‐time scarcity“ (begrenzte Dauer der Verfügbarkeit) und „limited‐quantity scarcity“ (begrenzte verfügbare Menge) definierten. Dies rufe nachweislich beim Konsumenten ein Gefühl von Besonderheit, Einzigartigkeit und Wertigkeit hervor und habe daher einen positiven Einfluss auf die Gesamtbewertung (auch: Anmutung) des Produkts.

## Sonderausgaben von Büchern
Als Collectors Edition bezeichnete Buchausgaben erscheinen häufig in limitierter Auflage, die oftmals nummeriert sind. Einige Exemplare davon werden sogar handgebunden, von dem Künstler handsigniert oder von ihm selbst gedruckt.
Als Sonderausgaben werden aber auch besonders preisgünstige Neuausgaben von Büchern bezeichnet, die im Modernen Antiquariat gehandelt werden. Diese Ausgaben unterscheiden sich oft durch die weniger wertige Ausstattung (Softcover statt Hardcover, dünneres Papier, kleineres Format o. ä.)

## Blurays, DVDs, CDs und Computerspiele
Von Filmen, Alben und Computerspielen erscheinen immer wieder Sonderausgaben. So werden Filme häufig nachträglich noch verbessert und als Extended Version angeboten, Alben werden durch zusätzliche Musikvideos aufgewertet und bei Computerspielen liegen Artbooks, Soundtracks u. ä. bei. Die DVD- und Blu-ray-Veröffentlichungen von Animes in Japan erscheinen nahezu regelmäßig in einer Limited Edition (jap. 限定版, genteiban) häufig auch ohne eine normale Fassung, wobei es hier keine Angaben zur Stückzahl gibt bzw. nur grob von „erster Auflage“ (初回版, shokaiban) gesprochen wird und der Begriff hauptsächlich auf die zusätzlich beigelegten Extras abzielt.

## Autos und Motorräder

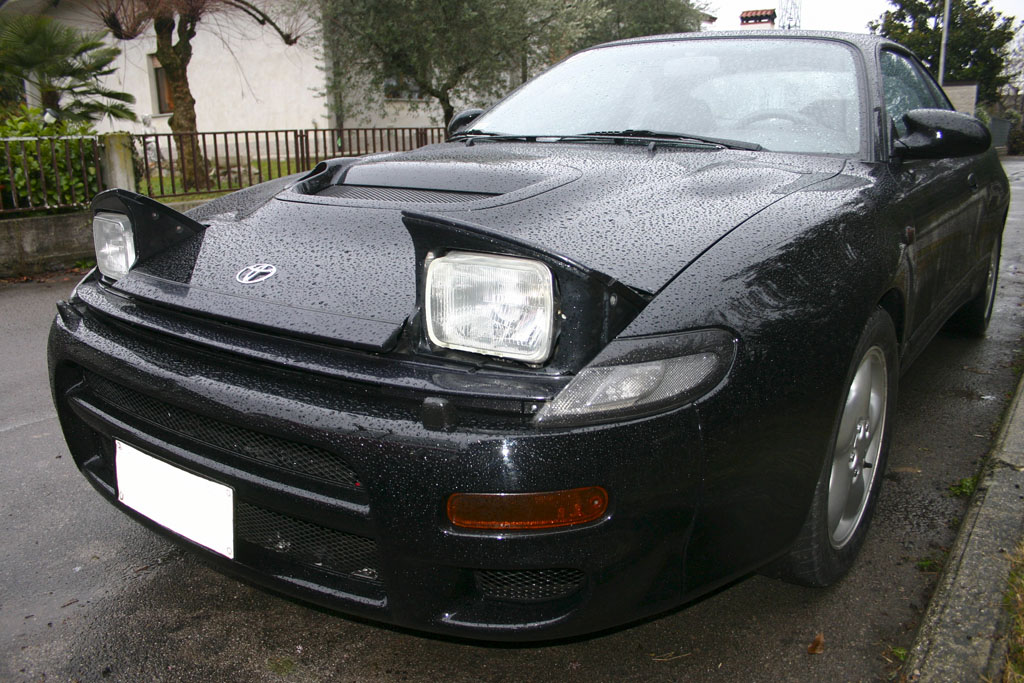
Sonderedition des Toyota Celica 3S-GTE, nachdem der Spanier Carlos Sainz 1992 Rallye-Weltmeister auf einem Toyota Celica Turbo 4WD geworden war.

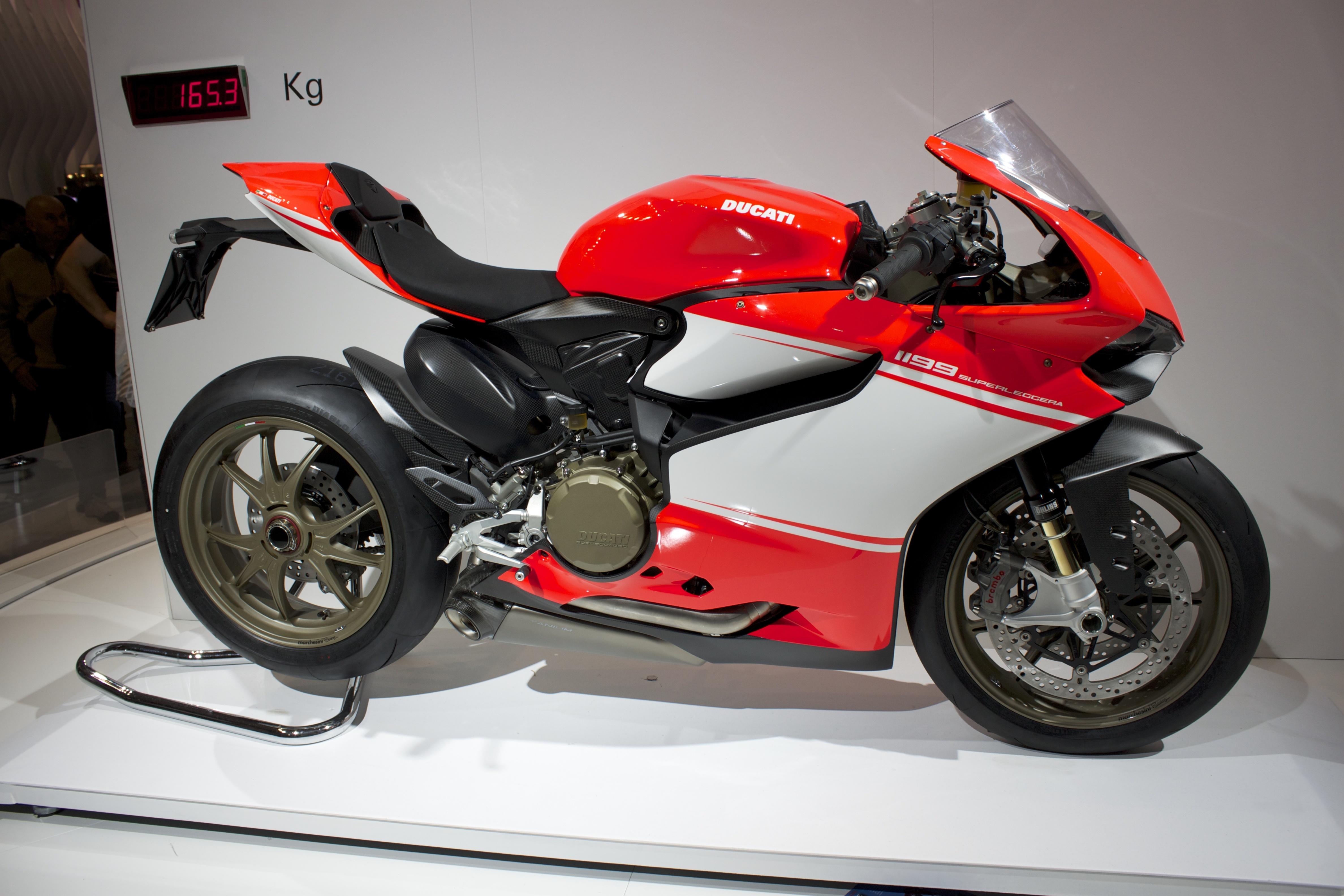
Auf 500 Exemplare limitierte Sonderserie Superleggera (ital. ultraleicht) der Ducati 1199 Panigale. Bei 165 kg Gewicht beträgt die Leistung 149 kW/205 PS.

Zahlreiche Auto- und Motorradhersteller nutzen z. B. Markenerfolge im Motorsport, um Serienautos mit der entsprechenden Bezeichnung und angepasstem optischen und teils technischen Design interessanter für Käufer zu machen. So produzierte Toyota 1992 eine Sonderserie des Sportwagens Toyota Celica 3S-GTE mit Allradantrieb und Turbomotor anlässlich der Rallye-WM-Erfolge von Carlos Sainz. Der italienische Motorradhersteller Ducati produzierte eine Sonderserie der Ducati Panigale mit dem Beinamen „Tricolore“ und entsprechender Farbgebung, was auf die Nationalflagge Italiens hinweist, die Tricolore (ital. dreifarbig) heißt. Zudem gab es ein auf 500 Stück limitiertes Sondermodell Ducati 1199 Superleggera (ital. ultraleicht) mit erheblich reduziertem Gewicht.

## Armbanduhren
Hersteller von Armbanduhren in unterschiedlichen Preis- und Qualitätsklassen nutzen Sondereditionen zur Umsatzsteigerung. So gibt es von Armbanduhren Sonderausgaben, die Bezug auf Werbepartner, Spielfilme oder reale Ereignisse nehmen. Beispiele sind der Rennfahrer Michael Schumacher bei Omega (siehe Bild), sowie die fiktionale Figur des James Bond. Seit 1995 trägt Bond in allen Filmen Uhren von Omega, der Hersteller brachte mehrfach entsprechende, mit Design- und alphanumerischen Elementen als James-Bond-Uhr gekennzeichnete Sondermodelle auf den Markt. Swatch brachte anlässlich des James-Bond-Films Keine Zeit zu sterben im Jahr 2020 eine Sonderausgabe Swatch Q heraus, benannt nach dem Wissenschaftler „Q“, der in den Filmen die technischen Tricks für Bond liefert. Swatch hatte bereits zum Anlass früherer Filme der Reihe Sondereditionen herausgegeben.

## Briefmarken und Münzen
Limitierte Ausgaben von Briefmarken und Münzen werden häufig zu besonderen Anlässen gedruckt bzw. geprägt. Die Limitierung ist darauf zurückzuführen, dass es mit den traditionellen Techniken nicht möglich war, eine große Stückzahl eines Werkes in gleicher Qualität herzustellen. Normale Gebrauchsmünzen der geltenden Währung werden teils in Sonderausgaben als ganze Sätze in einem Etui vertrieben, um direkt Sammler anzusprechen.

## Zeitschriften und Zeitungen
Die Sonderausgabe einer Zeitschrift oder Zeitung wird häufig als "Special" bezeichnet.